# Cap de les Costes de l'Huguet
El Cap de les Costes de l'Huguet és una muntanya de 2.199 metres que es troba entre els municipis de Castellar de n'Hug, a la comarca del Berguedà i d'Alp, a la comarca de la Baixa Cerdanya.